# Duwamish
Duwamish (Dwamish, Dkhw’Duw’Absh, "The People of the Inside"), salishan pleme u Washingtonu jezično najsrodniji Nisqually Indijancima u području rijeke Duwamish i Puget Sounda. Pleme se grana na više lokalnih grupa od kojih su poimence poznati Thluwi'thalbsh (na Union bayu) i Sammamish na ušću rijeke Sammamish nazivani kolektivno Lake Washington; Sbalko'absh na White River; Ila'lkoabsh, na Green River. Sve zajedno ovi Indijanci imali su najmanje 17 sela u područj u Elliott Baya, Duwamish Rivera i jezera Washington i Sammamish. 
Ribarstvo je bio glavno zanimanje Duwamisha, losos i druga riba bili su glavna hrana. Pleme je također lovilo i divlje patke i guske, a sakupljali su i šumsko voće i kopali camas-korijenje. Liječenje se vršilo ljekovitim biljem kojega vrlo dobro poznaju. Kuće Duwamisha bile su tipične za Sjeverozapadnu obalu, to jest od cedrovine, a imali su i kuće u kojima su održavali ceremonije potlacha. Obitelji su bile proširene. -Duwamishi su tradicionalo okrenuti prema obali, bilo mora, bilo rijeka i jezera. Za njih voda nije predstavljala samo izvor hrane, nego je bila i prometnica kojom su se kretali u svojim kanuima. Kanu je služio za putovanje, lov,  ribolov,  odlazak u posjete ili trgovinu, jednostavno bili su dom na vodi. Duwamishi su imali 7 tipova kanua, zavisilo je o upotrebi, neki su bili namijenjeni za transport, drugi za putovanje rijekama ili za po moru. Imaju i kanue za utrke. 
Slično drugim susjednim plemenima Duwamish su bili i ostali vješti u drvorezbarstvu.  Naročit značaj imalo je u izradi drvenih kuća i kanua, kao i u izradi kuhinjskog pribora.
Poglavica Seattle
Majka poznatoga poglavice i autora još poznatijeg pisma o zaštiti prirode, Seattlea, bila je član ovog plemena, otac mu je bio iz plemena Suquamish. Seattle je bio potpisnik ugovora 'Point Elliott Treaty' (22. 1. 1855) kojega su potpisali i pot-poglavice Duwamisha Ts'huahntl, Now-a-chais i Ha-seh-doo-an.
- Stariji muškarac i žena, Old Tom i Madeline, u Portage Bayu oko 1904.

## Vanjske poveznice
- Native American tribes sign Point Elliott
- Duwamish Indian Tribe History